# 推測
| ウィキペディアには「推測」という見出しの百科事典記事はありません（タイトルに「推測」を含むページの一覧/「推測」で始まるページの一覧）。 代わりにウィクショナリーのページ「推測」が役に立つかもしれません。 |